# 德国铁路423型电力动车组
德国铁路423/433型电力动车组（德語：Baureihe 423/433）是一款针对城市快铁运输而生产的电力动车组，自1998年以来取代了其前身420型。这些车辆最初是为慕尼黑快铁所设计，如今也广泛运用于科隆快铁、斯图加特快铁和莱茵-美因快铁。
423型特指两端带动力的端部车厢，而同样带动力的中部车厢则被定型为433型。

## 概述
标准四节编组的423型電聯車全长67.40米。该动车组是设计用于城市快铁运营，因此不设厕所。作为轻型车辆，其车身主要以铝制成。车辆的驱动装置是具有制动电流反馈的三相電技术，功率为2350千瓦。列车所允许的最大速度为140公里/小时。

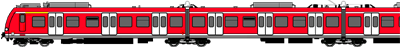
423型快铁动车组的侧视图

“短编组”（单组）的423型電聯車由四节车厢组成：
1. I端控制车：423 001 – 462
2. I端中部车：433 001 – 462
3. II端中部车：433 501 – 962
4. II端控制车：423 501 – 962

在交付状态下，每节车厢的编号始终基于相同的方案；I端两节车厢的序号相同，而II端两节车厢的编号则增加500。
两组“短编组”（Kurzzug）可编成一列“长编组”（Vollzug），而三组短编组则可编成一列“长编组”（Langzug）运行。

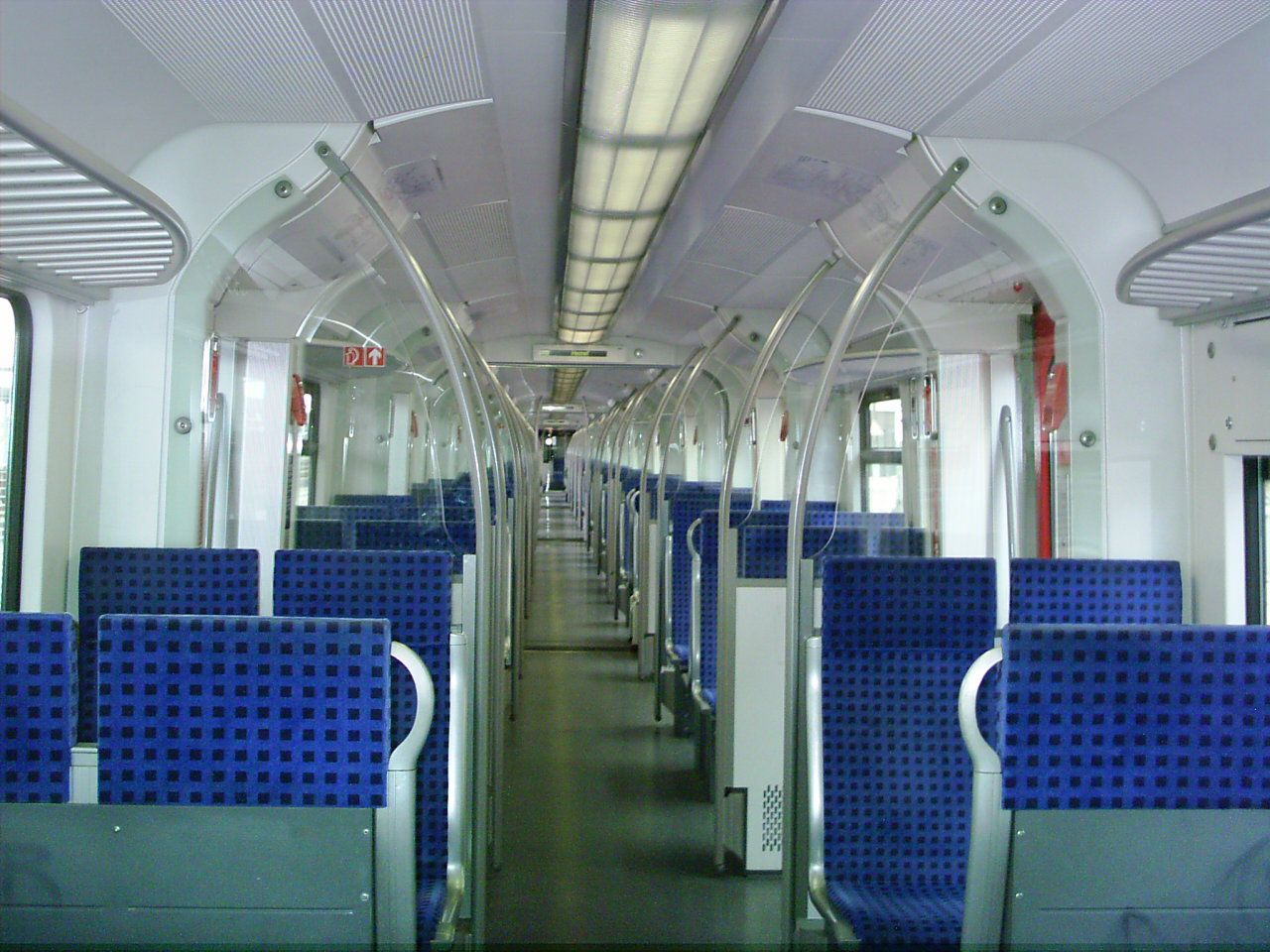
客舱视图

人们从车辆的一端可以望至另一端，其中动车中部在初始版本中装有可上锁的门，这样在客运需求疲软的时期可以将部分车厢空置，从而通过更密集的空间分配来加强社会控制。车辆内部设有旅客信息系统，该系统会交替显示终到站和下一站，并辅以扬声器对下一站进行播报提示，还会告知将在哪一侧乘降。此外，车辆还配备了技术化发车系统，驾驶员无需亲自瞭望各车厢门，而是通过光电传感器完成。然而在2007年，这一程序曾暂时关闭，直至乘降门的几乎整个高度都重新安装了光电传感器为止。（参见关门及光栅）。
这款车辆与担任区域运输的424型、425型和426型电力动车组相比，主要区别在于其180毫米的车体宽度、车厢每侧有三扇门而非两扇门、缺乏厕所、离轨间距为1025毫米、最大速度降低了20公里/小时，以及最多仅允许三组重联运行（424-426型：最多可四组重联）。除此之外，它们的驾驶及制动技术都大致相同。
在运行过程中，三光源前照灯可以由近光切换为远光。个别车辆（慕尼黑快铁的423 238号及423 268号）更是以LED大灯代替了普通的光束大灯，其中红色和绿色的LED光源混合为更平衡的光谱分布。随着现代化改造的推进，所有车辆都已转换为暖白色的LED模块。

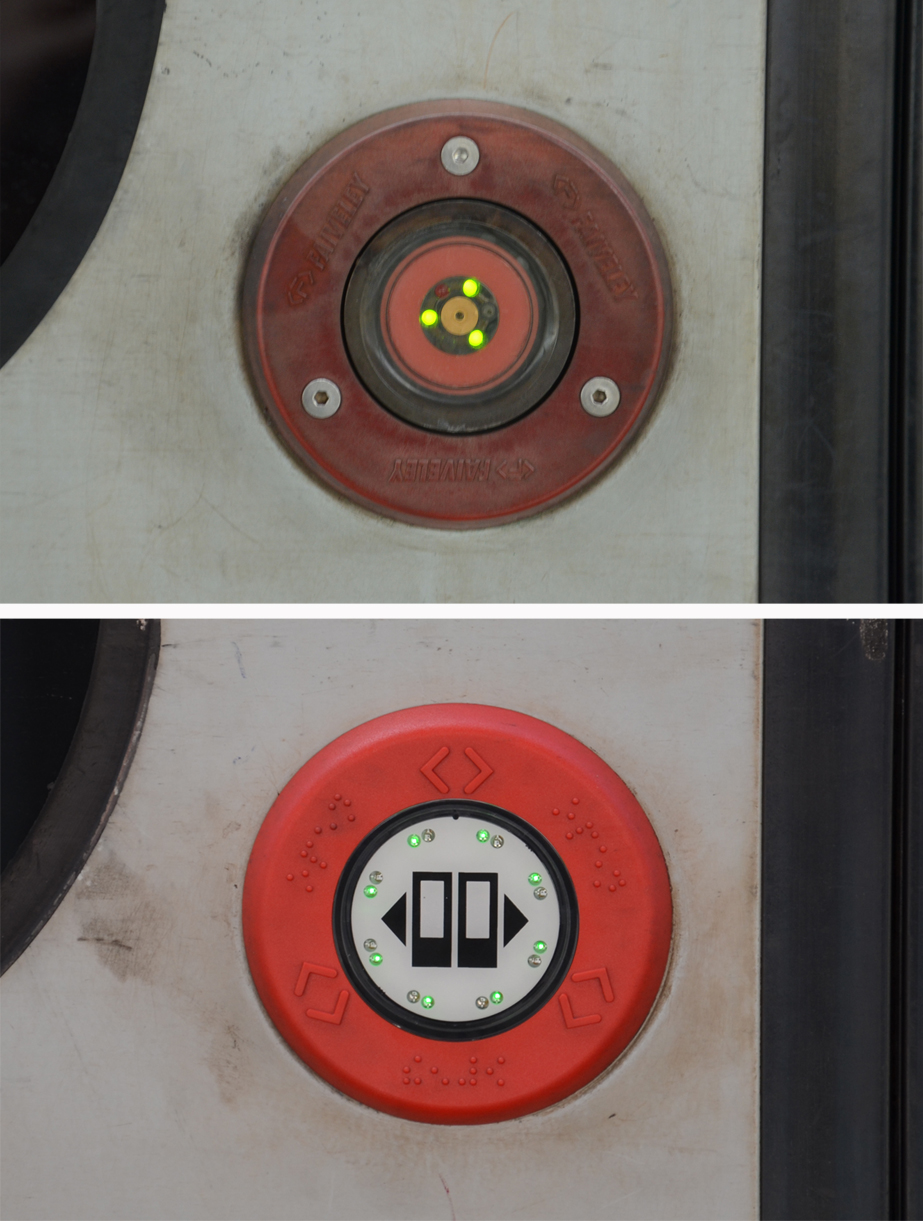
老式（上图）和新式（下图）的车门按钮

车门是借助电子按钮进行开启，通过几个LED发出信号，车门会缓解，并对机械压力作出反应。原始按钮带有拇指大小的受压表面，在触碰后仅提供视觉反馈。2012年3月，慕尼黑快铁的423 089号车组安装了新的按钮进行测试，相比之下，它具有电容式感应功能（在慕尼黑，所有市内巴士以及较新的地铁和有轨电车上都可以见到这些按钮）。随着现代化改造的推进，车辆获得了带有更大受压面积、发光环以及可听和可视操作的按钮。
该型号的车辆是分五个批次交付：
- 第一批次：423 001 – 423 190
- 第二批次：423 191 – 423 305
- 第三批次：423 306 – 423 371
- 第四批次：423 372 – 423 396
- 第五批次：423 397 – 423 462

由于车门闭锁存在问题，在2007年生产的最后一批车辆（423 444 – 456号）直至2010年初才投入运营。
422型电力动车组是以423型为基础，自2008年末开始作为后续产品交付，其中最为引人注目的变化是新的车头设计。

### 开发与置办
从1990年开始至1997年，慕尼黑的联邦铁路中心局便致力于420型電聯車的项目研究，它将分为八个批次，共计生产480组。
1994年11月30日，德国铁路委托由ABB亨舍尔（后为Adtranz）和LHB（后为阿尔斯通）组成的联合体开发和供应100组423型電聯車。与此同时，424和426型车也平行投入使用。1996年，当局又补充订购了另外90组列车。至1999年底，德国铁路——尤其是慕尼黑快铁，行使了进一步购入100组423型電聯車的选择权。

### 后续改造

#### 制动
在總共五副轉向架中，於列車正中央的那副轉向架既不帶動力也無法制動。
2003年秋季，在北莱茵-威斯特法伦的多列423、424和425/426型动车组均发生了制动距离超限的情况，导致站台和信号错误，部分甚至超出达到数百米。这种表现此前从未在其它任何型号的动车组中发生过。这是由于在不良线路条件下，列车于高速撒沙时所引发的涡流非常不利于制动以及防滑装置的缺陷所致。
由于在秋季运营中的制动效果持续不足，联邦铁道部要求将相关车辆召回。自2007年9月29日起，联邦铁道部将秋季月份的制动百分比调低至110（而不是此前的142）。这导致由PZB进行信号控制的列车运行具有较低的监控速度和曲线，从而需要将最高速度降至120公里/小时。而由LZB引导所造成减少的制动百分比没有变化，但制动曲线更为平稳。此举尤其对慕尼黑快铁网络造成影响，在高峰时段会有一些严重延误，而快铁S7线也不再行经主线隧道——而是终到于火车总站（地面）。自2008年12月的运行图调整以来，随着制动软件完成升级，在慕尼黑运行的423型可以不再受任何限制措施约束，至2009年9月15日开始的秋季期间才再度调低制动百分比。2010年，配属慕尼黑的车辆对撒沙系统进行改装，并在第二和第四副转向架上增加了更多的沙箱（以往仅设于第一和第五副转向架）。随着改造计划于夏季获得批准，莱茵-美因快铁也进行了改造。因此，限速最终完全撤销。

#### 门禁及光栅
2008年1月，科隆检察机关对联邦铁道部的官员展开调查，后者被指在423型车的自动门尚无法安全工作的情况下，便批准了其投入运营。由光电传感器（光栅）未能识别乘客所导致的事故可能高达60起，其中的27起已得到证实。内置的光电传感器设于地板附近，因此当登车者试图用手或物体阻挡关门时，它无法正确识别。还有部分原因是乘客太瘦，以至于无法被防夹装置识别。有两起事故列车都是在这样的情况下起动的；乘客立即意识到这一点并拉动紧急制动阀，并未造成严重事故。其它的轻微事故还包括有乘客在车门关闭过程中被推出车外并摔倒。相关的官员被指控过失伤人及过失危害铁路运输。
这些事故发生后，列车在发车前重新需要由驾驶员对车门进行瞭望；三组重联的列车（部分也从两组重联起）还会在运行过程中配备列车员。甚至，个别列车在发车过程中还需要雇用站台工作人员提供支持（例如在科隆快铁S12线的梅尔滕站和罗斯巴赫站，两座车站都位于弯道上，驾驶员难以瞭望）。最初，所谓的“强制关闭”是由驾驶员负责，期间车门可以继续独立关闭而没有任何光栅接触。随后，联邦铁道部于2007年12月下令完全关断光栅。这也意味着所有已开的车门都将维持开启状态，直至驾驶员确认瞭望后才强制关闭。对于较长时间的停站（例如会车或在终点站），极冷或极热的外部空气将会迅速吹入客舱。由于没有作预留，423型车的旅客无法像搭乘其它车辆的旅客那样能够使用机电（按钮控制）或简单的以体力操作（例如420型的手柄），便可手动关门。
铁道部门表示，要逐步对光栅作用增加至整道门的高度，需时约一年。慕尼黑的改造工作已于2008年8月完成，而法兰克福此时正在进行首批改造。自同年11月起，慕尼黑的首批改造车辆已经配备了经过改写的软件，只要不遮挡光栅和光屏障，车门会在6秒后自动关闭（以前为3秒），并在每次关闭时都会发出提示音。自2009年1月11日起，慕尼黑快铁重新允许使用技术化发车程序（TAV），因为所有使用中的车辆都已具备有效反应的光栅。自2月起，莱茵-美因地区有两列具备有效光栅的列车上线运行；在它们于7月通过验收后，其余动车组的光栅会在下一次段修时被激活。但是它仍然需要驾驶员在出发时进行检查。2009年5月19日，经过改良的光栅软件得到批准；与之配备的动车组自此可以再度于没有列车员的情况下运行。

### 现代化

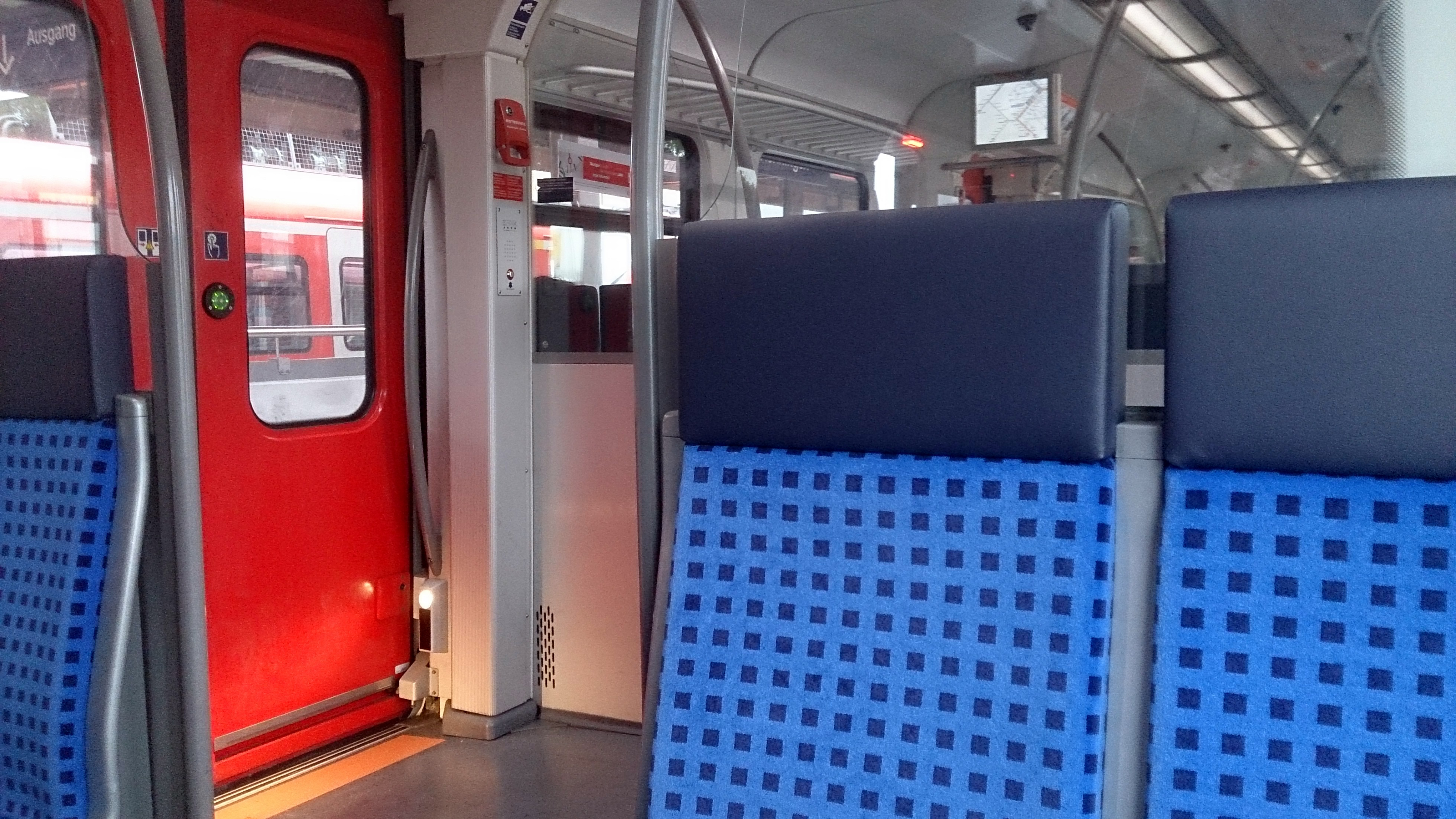
完成现代化改造的斯图加特423型车。可以见到新式座椅、乘降区和显示器的变化

#### 斯图加特及莱茵-美因快铁
自2013年起，斯图加特及莱茵-美因快铁的所有车辆将进行现代化改造，以适应二次采购的后续车型430型。斯图加特的60组车辆将在自己的普洛兴根车间进行改造，总投资额约为3000万欧元。相比之下，法兰克福的现代化工程则斥资约1亿欧元于2013年至2015年在哈根的克雷费尔德附属车间进行，计划每组耗时五周。在这两种情况下，车辆均具有全新的外部喷漆、翻新的座椅和LED车内照明。车门区域在视觉和触觉上更适合视障乘客，同时旅客信息系统也配备了更大的字体和额外的显示器；而播报音也由柏林新闻主播芭芭拉·贝克尔替换为英戈·鲁夫的声音。最后，是车载电脑的软件发生了变化。斯图加特的车辆仍然配备远程诊断和车辆定位系统，且内部设备将自2019年开始改动；法兰克福的车辆则提供了轮椅人士的额外按键、更新的天花和壁板，以及视频监控（基于430型）。此外，折叠座椅两侧的多功能隔间也被拆除，以确保供轮椅、自行车和婴儿车停放。2013年8月上旬，法兰克福首列完成现代化改造的车组投入运行。
至2016年底，慕尼黑和斯图加特的车辆都已安装中央开门，以缩短在主线上的停站时间。

#### 慕尼黑快铁

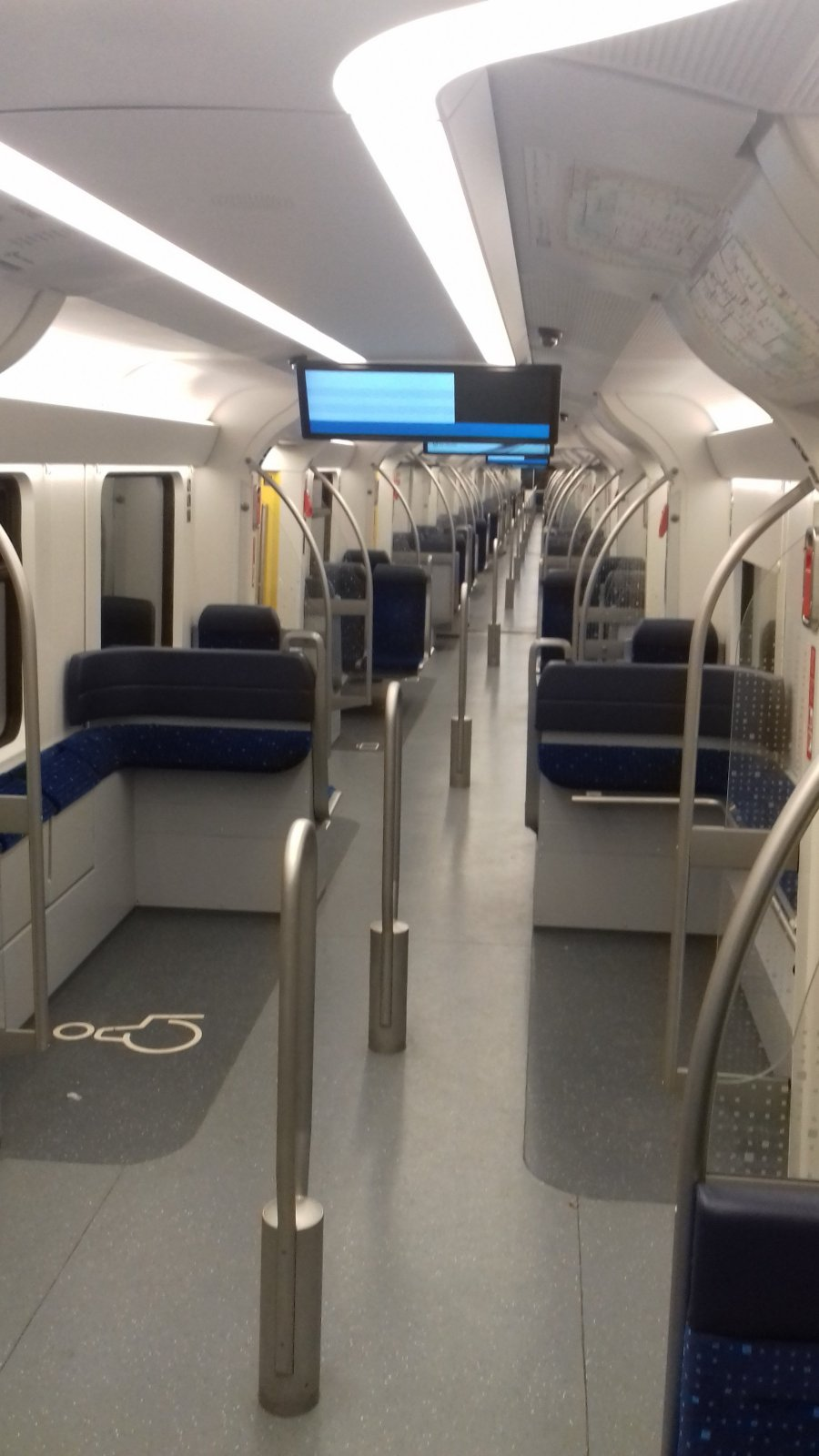
慕尼黑的423型车内部视图。内饰已替换，内置显示器被LCD屏幕所取代

根据生效至2019年的过渡条款以及受巴伐利亚州所托需确保至少运营至2023年的要求，从2018第二季度至2020年底，配属慕尼黑快铁的全部238组423型列车也将进行现代化改造。首批完工的车组于2018年第三季度投入运营。现代化改造是在纽伦堡和克雷费尔德的德国铁路车间所进行，其座位数从192个减少为166个，但总容量却从544人增加至612人，以应对不断增加的乘客数量，直至第二主线铁路建成通车。以往，乘客通常集中在乘降区，而行李则置于过道，这些未充分利用的容量会导致旅客乘降的阻滞。通过更为开放和透明的空间设计应可纠正这种情况，因为旅客将能够更好、更均匀的分布在车厢内，从而加快其乘降速度。此外，迄今仍有许多行李会阻塞过道或座位。作为现代化改造计划的一部分，将通过更宽的过道、悬挂座椅和更多的储物区来改善这种状况。旧的金属行李架则被透明的玻璃架子所取代。因此，较小的行李不能放置在格栅上，但乘客对行李的可视度较佳。储物区恰好反向安装在以往仅设座椅套的车厢连接处上。原设于车厢连接处上、技术过时的单面旅客信息系统屏幕被新的双面宽屏显示器所取代，每组车共设8台。因此，信息内容得到了增加，可以实时提供相关旅程、换乘选择、故障以及运行图变化的资讯。在外部，绿色的LCD目的地显示牌被彩色的LED显示牌所取代，后者还会插入重要的经停站信息。车门旁贴有象形图，还有新版本的门按键和位于门上方的宽边LED光带，可根据情况变换为绿色或红色。列车两端发生的变化尤其大，一个带有角凳的全新家庭及团体区域代替了传统的座位。多功能区也进行了重建，以减少轮椅人士、自行车人士及婴儿车人士与其他乘客之间的使用冲突。相关的大象形图还设于车辆地板和车门外侧，使这些区域更容易被看到。为了提高车辆的安全性，当局正计划在乘降区域安装蘑菇状扶手和更大的座椅把手。在窗户上方和天花板中间使用了一种全新的、明亮的、依赖于白天的LED照明概念，它取代了天花板中央的旧式荧光灯管。这是德国铁路历史上最大规模的车辆现代化计划。除了内部工程外，车辆还将进行技术保养、重新喷漆并覆以防涂鸦涂层。首批完成现代化改造的车辆已自2018年7月起投入使用。
由于车辆正依次撤出服务进行改造，为了保持车队的运力，除了已于2018年重新使用的15组420型车之外，当局还将在车队中整合另外21组同类型车辆。在423型车全数完成现代化改造后，这36组420型车将使快铁车队的规模更为强大。

## 运用

### 慕尼黑快铁

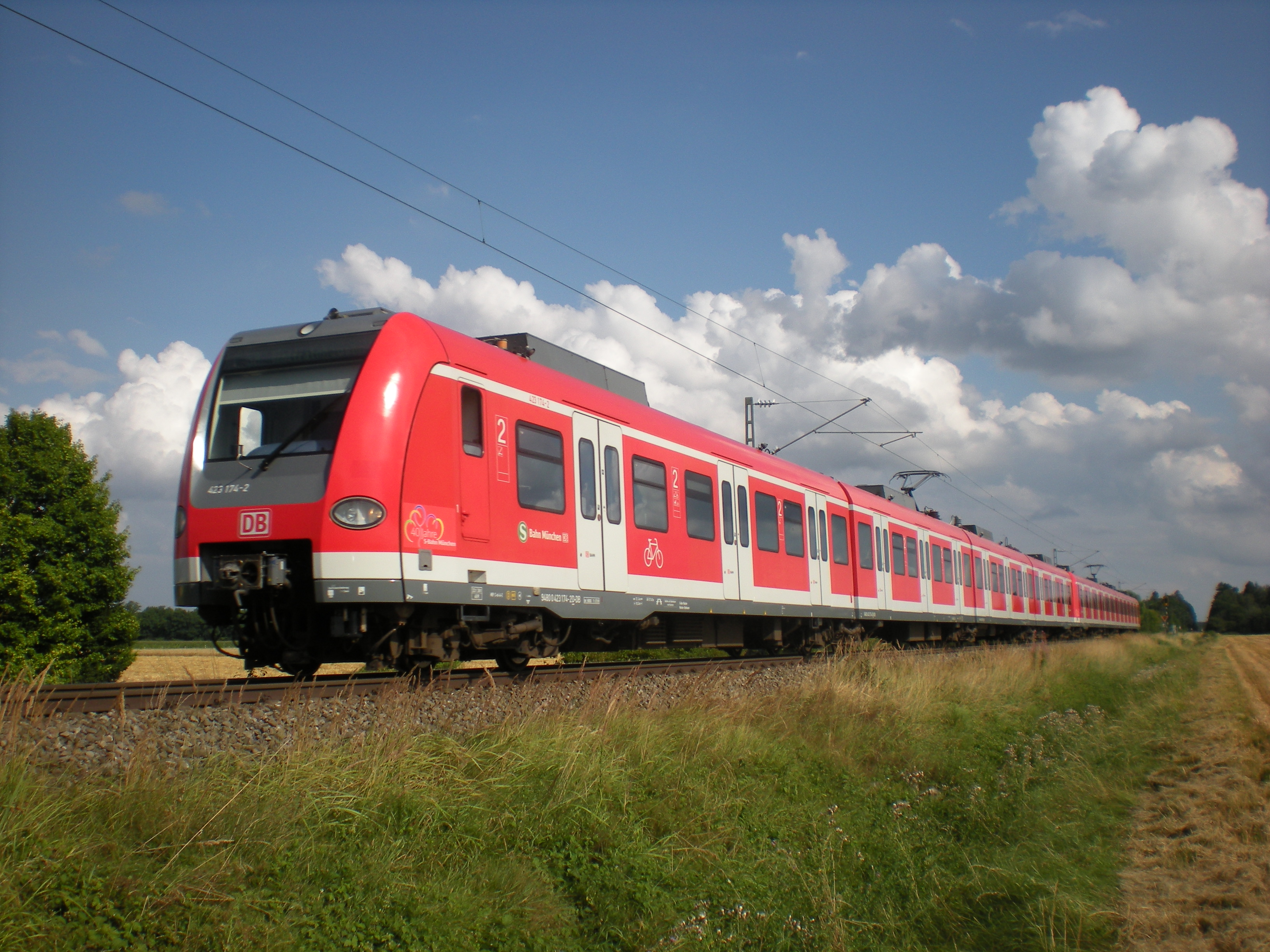
运行于慕尼黑快铁的423型车

慕尼黑快铁的全部车辆作为德国首批投入快铁运营的车辆已然老化（由部分车龄逾30年的420型旧车组成），因此整个车队应自1990年代末起替换为新的423型车。然而，于2000年新出厂的首批列车并未首先去往慕尼黑，而是前往汉诺威投入2000年世界博览会的客运服务。这是因为汉诺威快铁的姊妹车型424型未能如期交付，从而无法满足客运服务的需求。自2000年秋季开始，这些车辆才开始在慕尼黑快铁上线运行。在那里，从420型至423型的转换是按路线逐步进行的，以避免出现增强或减弱，因为这两款车型不能相互重联。在两年之内，共有211组423型车交付至慕尼黑快铁。
2004年，通过推出“10分钟间隔”计划，又有23组423型车交付至慕尼黑以满足不断增长的客运需求。从2004年12月5日至2014年12月13日，慕尼黑快铁完全仅以423型车运营。2005年又交付了另外4组423型车，因此共有238列同型号電聯車可供使用。如今，它们在慕尼黑快铁的所有路线中运行。在图定服务中，它们主要是以满编组（两组重联）的形式运行；在高峰期服务中则部分采用长编组（三组重联）；而在夜间和周日则主要为短编组（单组）。慕尼黑快铁的所有列车均只设二等座。

### 莱茵-美因快铁

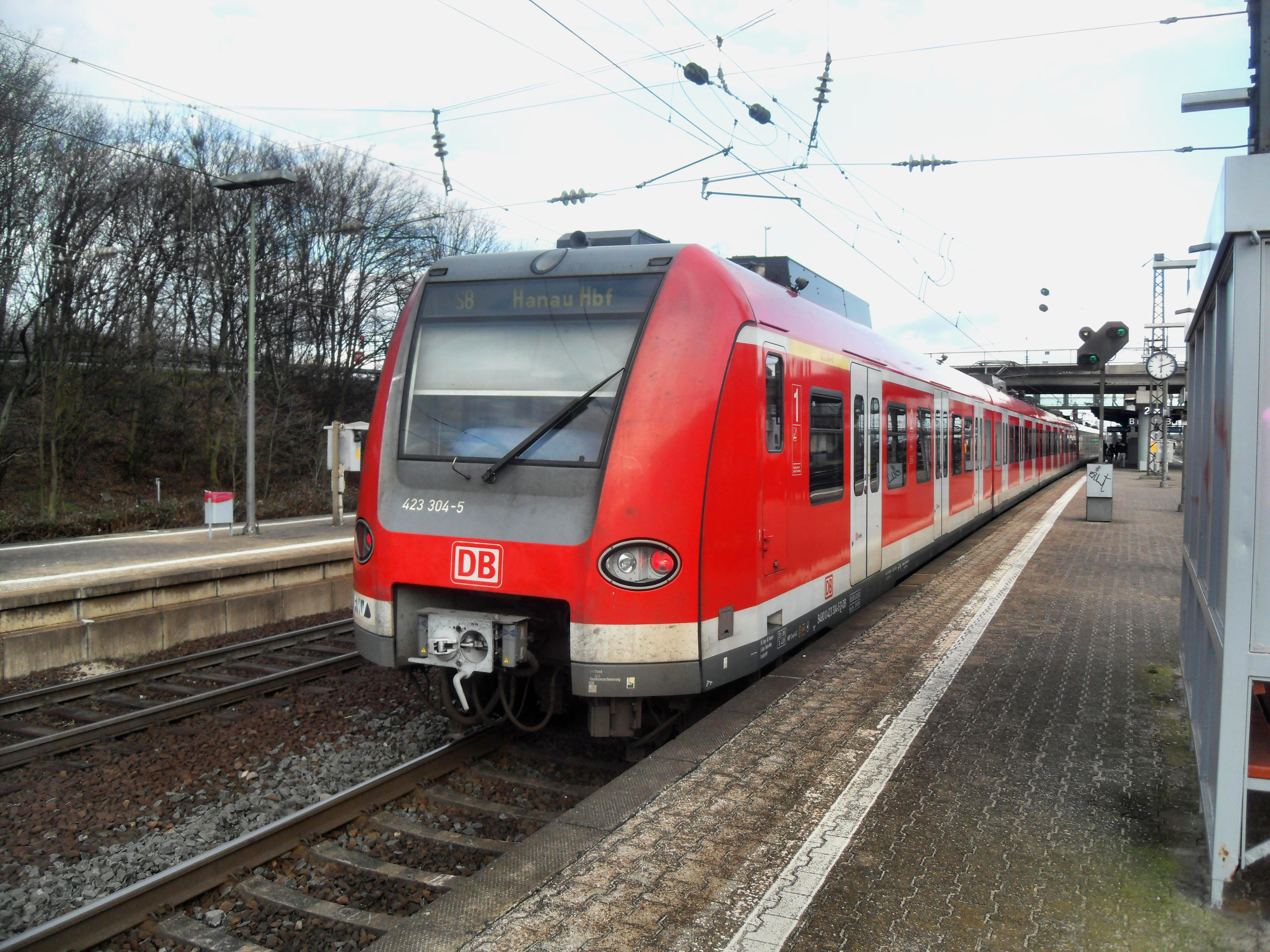
运行于莱茵-美因快铁的423型车

莱茵-美因快铁仅有S2和S6线完全以423型车运营。该型车辆在S8和S9线上的运用极为罕见，但自2014年8月25日起也经常于工作日担当S9线的循环运行。S1、S7、S8和S9线自2014年11月3日起开始使用430型车。但由于未获审批，莱茵-美因快铁于2010年初订购的100组车辆仅交付了13组。经过持续多年的拖延，S3线才于2010年3月28日完成替换。

### 斯图加特快铁
在斯图加特快铁的网络，423型车仅在S4、S5、S6、S60线以及艾斯灵根至施瓦本街之间的S1线加密班次中运行。而在新的430型车投入使用之前，它们则仅在S1和S3线运行。
2013年7月1日，斯图加特快铁首批完成现代化改造的423型车正式面世。该网络的其它列车也将进行现代化改造。至2016年10月12日，最后一组经过重新设计的车辆在普洛兴根车间完工。在重设计划的三年间，共计更换了60000米的缆线、11340个座椅、720个对讲器、480台旅客信息系统显示器、12000个接触点、3000个插头、2880个门按钮和2640个LED灯。每组车辆的投资额约为500000欧元。2019年，重设计划的第二阶段将从替换车身侧板和顶板开始推进。至2025年，这些车辆应将全数配备第二级ETCS系统。
车门从开启至关闭的完全耗时为为10秒。

### 科隆快铁
在科隆快铁，423型车分别运行于S11、S12、S13和S19线。由于故障率较高，自2011年2月23日起，S11线会以143型电力机车牵引x型车厢的模式担当每日两个往返。如今科隆快铁共持有63组423型车。其中编号在27号以后、设有一等座的车辆仅在S11线上使用，其余36组不设一等座的车辆则运行于S12、S13和S19线。

### 其它运用

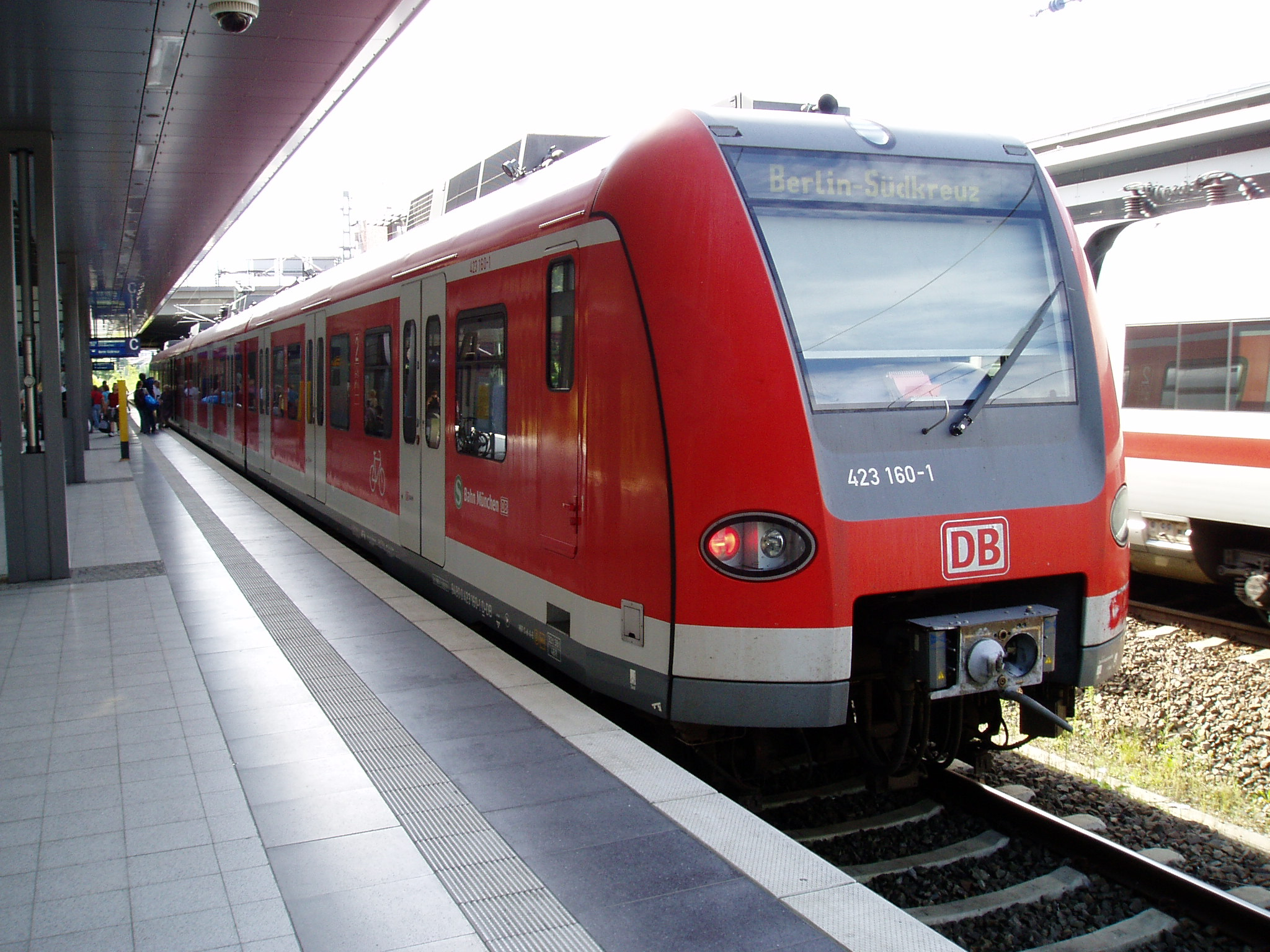
来自慕尼黑的423型在柏林运用（2009年8月）

423型车可匹配适应科隆、慕尼黑、斯图加特和法兰克福快铁的995毫米站台高度。在重大活动中，423型车也会在汉诺威快铁运行，此外当地还使用匹配站台高度为798毫米的424型和425型车。
因此，当时仍然全新、实际上分别配属科隆、慕尼黑和斯图加特的423型车是率先于2000年的世界博览会期间在汉诺威使用。而在2006年世界杯足球赛期间，423型车也以“S21”的路线编号运行于新开通的柏林南北干线铁路隧道，因为那里并不适用于采用直流供电的柏林快铁常规列车。这些列车分别来自法兰克福和慕尼黑的快铁网络。
2006年秋季，由于教宗到访慕尼黑，导致客运量激增，一些来自法兰克福、斯图加特和科隆的423型车都被外借至慕尼黑使用。对于大型活动，尤其是足球比赛期间，慕尼黑的423型车则会经常被临时借至纽伦堡。
2009年7月至9月，由于爆发柏林快铁危机，再有四组423型车于在健康泉至南十字之间经由火车总站和波茨坦广场运行了几个星期。随着柏林快铁出现更多问题，在2010年第一季度，部分焕然一新的车辆开始在波茨坦火车总站至柏林东站之间、以及柏林健康泉至亨尼希斯多夫之间担当疏解运行，因为快铁线路的封闭施工而需要使用干线铁路。
在子午线列车开行初期，巴伐利亚高地铁路曾使用慕尼黑的423型车在原慕尼黑快铁S27线的线路上运行。因此，这也是在德国铁路的服务范畴之外首次运用423型车。
有时，这一型号的電聯車也会在奥格斯堡的电气化网络中见到。它们在当地主要是运行于从奥格斯堡火车总站至迈廷根之间的线路。

## 技术
423型電聯車由八台四极水冷三相异步电动机提供动力，总输出功率为2350千瓦。列车的两个牵引系统共同由一个受电弓提供能量，它们在很大程度上彼此独立。每组车辆各搭载有两台中央控制装置（Zentrale Steuergeräte，ZSG）。列车内的数据交换是通过多功能车辆总线（MVB）进行的，多编组车辆则通过绞线式列车总线（WTB）进行联络，最大传输能力为每秒一兆比特。WTB还可以实现车辆之间的自动编组。
车辆提供紧急制动超控系统。行车制动采用电动制动。在电动气动制动器的16个制动缸中，有6个配备了弹簧储能器。